# Guy de Pourtalès

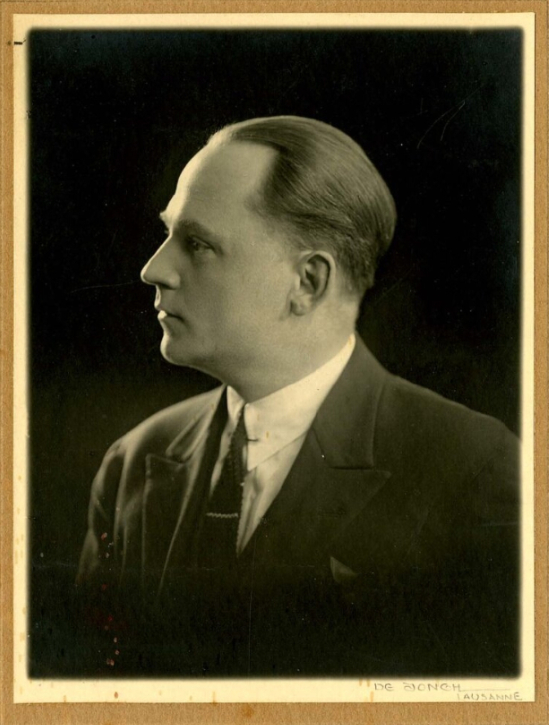
Um 1920

Guy de Pourtalès (* 4. August 1881 in Berlin; † 12. Juni 1941 in Lausanne) war ein französisch-schweizerischer Schriftsteller.

## Leben
Guy de Pourtalès gehörte der Familie der Pourtalès an. Seine Eltern waren der Schweizer Segler Hermann de Pourtalès und Marguerite „Daisy“ Marcet (1857–1888). Er wurde in Berlin geboren, da sein Vater dort zu der Zeit als Offizier im Dienst von Wilhelm I stationiert war. Als Guy de Pourtalès sechs Jahre alt war, kehrte die Familie in die Schweiz zurück. Sie lebte erst im Kanton Genf und nach der zweiten Heirat seines Vaters 1891 in Mies. Guy de Pourtalès ging in Genf und Vevey zur Schule und besuchte das Gymnasium in Neuchâtel. Nach seinem Abitur 1899 studierte er erst in Deutschland Chemie und Musik, ab 1905 dann Literatur an der Sorbonne.

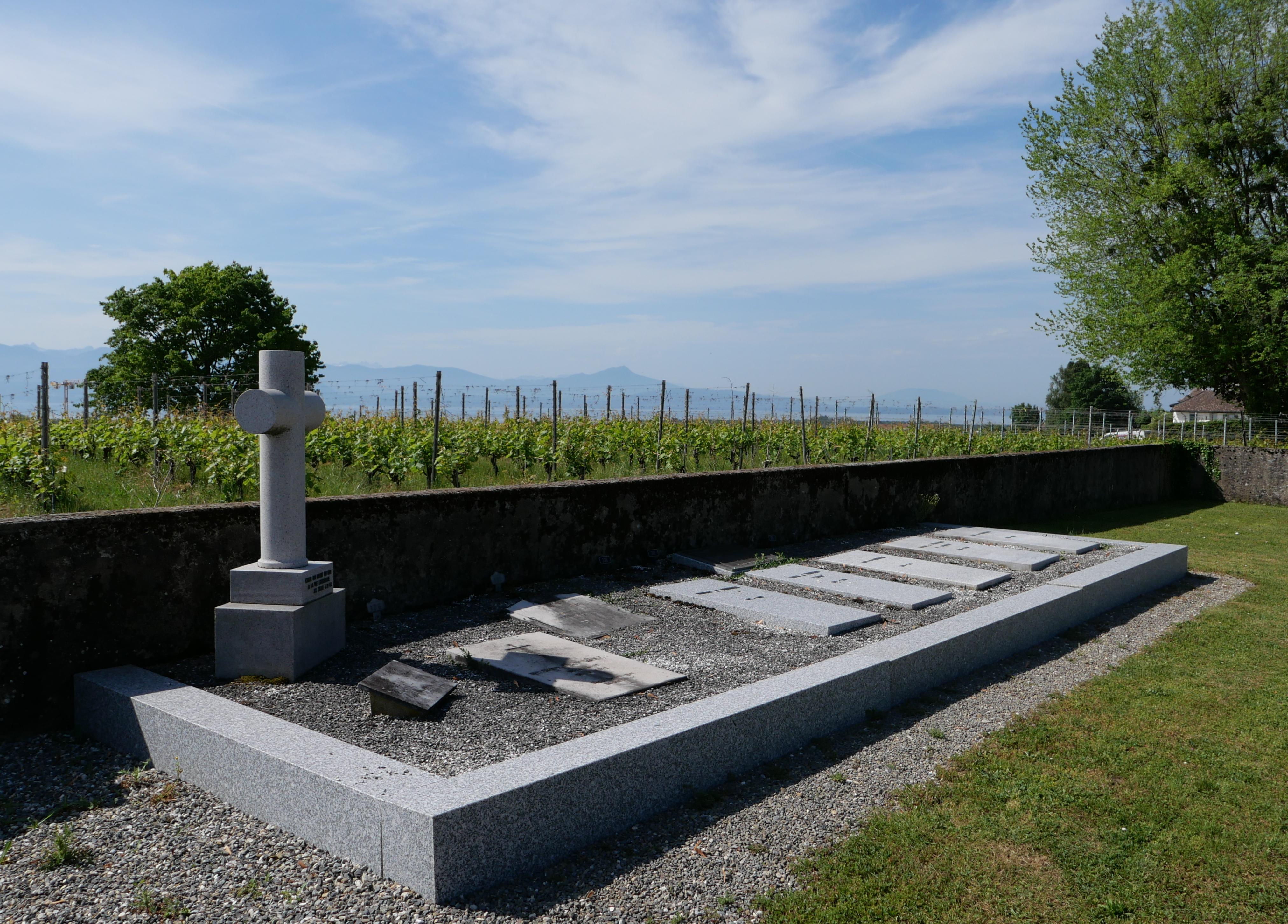
Die Gräber von de Pourtalès, seiner Frau, ihren beiden Töchtern und ihrer Schwiegertochter. Ein Gedenkstein erinnert an den Sohn.

Auch nach dem Studium blieb Guy de Pourtalès in Paris und nahm später die französische Staatsbürgerschaft an. 1911 heiratete er die Bankierstochter Hélène Marcuard (1885–1964). Sie bekamen drei Kinder: Françoise (1912–2008), Raymond (1914–1940) und Rose (1919–1995).
Seine ersten Werke waren La cendre et la flamme (1910) und Solitudes (1913). Zudem war er Mitarbeiter bei der Zeitung Revue hebdomadaire und Mitgründer der Société littéraire de France. Später übersetzte er Stücke von William Shakespeare ins Französische. International bekannt wurde Guy de Pourtalès durch seine biografischen Romane über die berühmten Komponisten Franz Liszt (1925, dt. 1927), Frédéric Chopin (1927, dt. 1928), Richard Wagner (1932, dt. 1933) und Hector Berlioz (1939, dt. 1940). Andere seiner Romane handeln vom Genfer Patriziertum.
1939 kehrte Guy de Pourtalès in die Schweiz zurück, wo er schwer erkrankt den Ausbruch des Zweiten Weltkrieges, die Niederlage Frankreichs und den Tod seines Sohnes Raymond an der Front miterleben musste. 1941 verstarb er im Hopital Nestlé (Lausanne) und wurde auf dem Friedhof von Etoy VD begraben.

## Ehrungen
- 1937 Offizier der Ehrenlegion
- 1937 Grand Prix du Roman der Académie française für den Roman Der wunderbare Fischzug
- Croix de guerre

## Werke (Auszug)
- Franz Liszt : Roman des Lebens, Urban-Verlag, 1927
- Ludwig II. von Bayern oder König Hamlet, Urban-Verlag, 1929
- Lebwohl Europa, Urban-Verlag, 1932
- Der blaue Klang : Friedrich Chopins Leben, Urban-Verlag, 1928
- Richard Wagner : Mensch und Meister, Knaur Nachf., 1933
- Der wunderbare Fischzug, H. Hugendubel, 1938
- Phantastische Symphonie : Hector Berlioz und das romantische Europa, P. Hugendubel, 1940